# Хилиър (езеро)
Хилиър е езеро разположено на остров Мидъл, който е най-големият от архипелага Решерш, разположен недалеч от южните брегове на Западна Австралия. Особено за това езеро е, че цветът на водата в него е розов.
През 1950 г., екип от учени се заема с изследването на розовото на цвят езеро. Те се надявали да открият в солените му води особен вид водорасли Dunaliella salina, образуващи червен пигмент и виреещи в други подобни езера в Австралия, например в това край град Есперанс във вътрешността на страната. Но пробите с вода от Хилиър не съдържали такива водорасли и причината за цвета на водите му си остава загадка.
Първите сведения за розовото езеро на остров Мидъл датират от 1802 г., когато британския мореплавател и хидрограф Матю Флиндърс посещава тези места на път за Сидни. След него в периода между 1820 и 1840 г. на острова се заселват за кратко ловци на китове и тюлени. В началото на XX век започват да добиват сол, но след 6 години се отказват и оттогава островът с розовото езеро почти не е посещаван.